# Mycomya marginalis
Mycomya marginalis är en tvåvingeart som beskrevs av Oskar Augustus Johannsen 1910. Mycomya marginalis ingår i släktet Mycomya och familjen svampmyggor.
Artens utbredningsområde är Washington. Inga underarter finns listade i Catalogue of Life.